# Jeorjos Tsiombanidis
Jeorjos Tsiombanidis, gr. Γεώργιος Τσιομπανίδης (ur. 26 kwietnia 1984 w Salonikach) – grecki wioślarz.

## Osiągnięcia
- Mistrzostwa Świata Juniorów – Duisburg 2001 – czwórka ze sternikiem – 10. miejsce[1].
- Mistrzostwa Świata U-23 – Amsterdam 2005 – dwójka bez sternika – 2. miejsce[1].
- Mistrzostwa Świata U-23 – Hazewinkel 2006 – czwórka bez sternika – 2. miejsce[1].
- Mistrzostwa Świata – Eton 2006 – dwójka ze sternikiem – 6. miejsce[1].
- Mistrzostwa Świata – Mediolan 2007 – czwórka bez sternika – 13. miejsce[1].
- Mistrzostwa Europy – Poznań 2007 – czwórka bez sternika – 3. miejsce[1].
- Mistrzostwa Europy – Ateny 2008 – dwójka bez sternika – 1. miejsce[1].